# Arrheniova rovnice
Ve fyzikální chemii je Arrheniova rovnice rovnicí pro výpočet teplotní závislosti reakčních rychlostí. Rovnici představil Svante Arrhenius v roce 1889 na základě práce nizozemského chemika Jacobuse Henricus van 't Hoffa, který v roce 1884 poznamenal, že van 't Hoffova rovnice pro teplotní závislost rovnovážných konstant navrhuje takový vzorec pro rychlosti dopředné i zpětné reakce. Tato rovnice má rozsáhlé a důležité použití při určování rychlosti chemických reakcí a pro výpočet aktivační energie. Arrhenius poskytl fyzikální zdůvodnění a výklad pro vzorec. V současné době je nanejvýš brána jen jako empirický vztah. :s.188 Rovnice může být použita k modelování teplotních změn difúzních koeficientů, četnost krystalových vakancí, rychlosti tečení a mnoha dalších tepelně indukovaných procesů/reakcí. Eyringova rovnice, představená v roce 1935, také vyjadřuje vztah mezi rychlostí a energií.

Téměř ve všech praktických případech je a k se rychle zvyšuje s T.

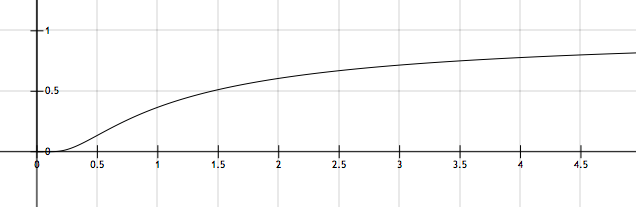
Z pohledu matematiky je při velmi vysokých teplotách, k se vyrovná a limitně se blíží se k A, ale tento případ v realitě nenastává.

Arrheniova rovnice udává závislost rychlostní konstanty chemické reakce na absolutní teplotě jako:{\displaystyle k=Ae^{\frac {-E_{\rm {a}}}{RT}}.}